# Knefastia walkeri
Knefastia walkeri is een slakkensoort uit de familie van de Pseudomelatomidae. De wetenschappelijke naam van de soort is voor het eerst geldig gepubliceerd in 1958 door Berry.